# Martin Andersen Nexø

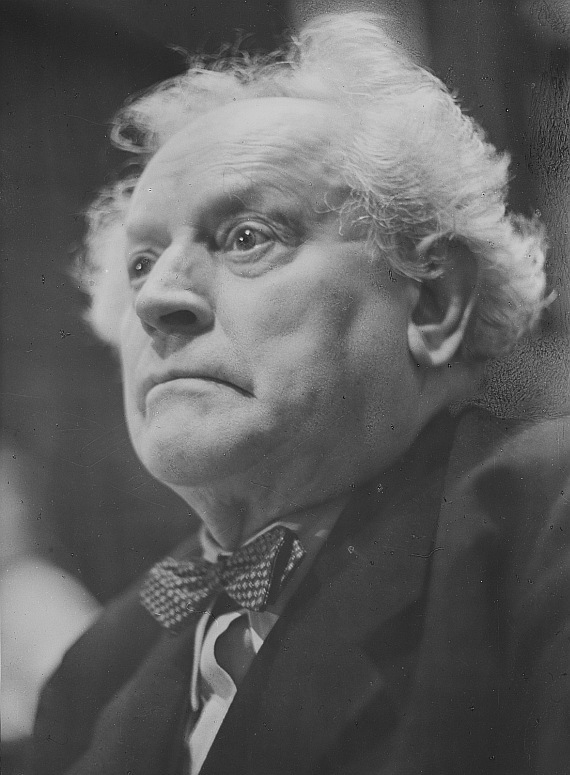
Martin Andersen Nexø, jaren vijftig

Martin Andersen Nexø (Kopenhagen, 26 juni 1869 – Dresden, 1 juni 1954) was een Deense schrijver van romans en novellen. 

## Leven en werk
Martin Andersen kwam uit een arm gezin met 11 kinderen. Zijn jeugdjaren bracht hij voornamelijk door op het eiland Bornholm, nadat hij in 1877 naar Nexø was verhuisd. Hij veranderde daar zijn achternaam in Andersen Nexø. Zowel dit eiland als zijn geboortestad spelen een rol in in zijn latere proletarische romans en novellen, waarin de armoedige omstandigheden in Denemarken centraal staan.   
In de jaren 90 van de 19e eeuw reisde Andersen Nexø door Zuid-Europa. Op basis van zijn opgedane ervaringen schreef hij in 1903 Soldage (Dagen in de zon). Zijn naam werd definitief gevestigd met het verschijnen van het eerste deel van Pelle erobreren (Pelle de veroveraar) in 1906. Een andere belangrijke romancyclus is Ditte, menneskebarn (Ditte, een mensenkind) over de sociaal oneerlijke strijd om het bestaan van de onechte dochter van een pachter en een arm vissersmeisje.
Zoals veel van zijn tijdgenoten werd Andersen Nexø beïnvloed door het pessimisme dat het fin de siècle kenmerkte. Later werd hij sociaaldemocratisch, sloot zich aan bij de Communistische Partij van Denemarken en gaf openlijk blijk van zijn steun voor de Sovjet-Unie. Vanaf 1951 tot zijn dood in 1954 woonde hij in de DDR.

## Werken
- Skygger, 1898
- Det bødes der for, 1899
- En Moder, 1900
- Familien Franck, 1901
- Dryss, 1902
- Soldage, 1903
- Pelle erobreren, 4 delen, 1906–10
- Ditte menneskebarn, 5 delen, 1917–21
- Midt i en Jærntid, 1929
- Morten hin Røde, 1945
- Den fortabte Generation, 1948
- Jeanette (onvoltooid), postuum uitgegeven in 1957